# Anna Jakubowicz-Bryx
Anna Jakubowicz-Bryx z domu Jakubowicz (ur. 13 grudnia 1963 w Bydgoszczy) – polska pedagog, dr hab. nauk społecznych, profesor uczelni i kierownik Katedry Pedagogiki Przedszkolnej i Wczesnoszkolnej Wydziału Pedagogiki Uniwersytetu Kazimierza Wielkiego.

## Życiorys
Absolwentka bydgoskiego VI Liceum Ogólnokształcącego. W 1987 ukończyła studia pedagogiczne na kierunku pedagogika o specjalności nauczanie początkowe w Wyższej Szkole Pedagogicznej w Bydgoszczy, 2 czerwca 1993 obroniła pracę doktorską Wykorzystanie pamięciowej strategii organizowania treści dla podnoszenia efektywności nauczania ortografii w klasach początkowych, 11 października 2016 habilitowała się na podstawie pracy zatytułowanej Świadomość pisma u dzieci pięcioletnich. Objęła funkcję profesora w Instytucie Pedagogiki na Wydziale Pedagogiki i Psychologii Uniwersytetu Kazimierza Wielkiego.
Obecnie piastuje stanowisko profesora i kierownika Katedry Pedagogiki Przedszkolnej i Wczesnoszkolnej Wydziału Pedagogiki Uniwersytetu Kazimierza Wielkiego.
W latach 2012–2019 była prodziekanem na Wydziale Pedagogiki i Psychologii Uniwersytetu Kazimierza Wielkiego.
W kadencjach 2020-2024, 2024-2028 piastuje stanowisko Dyrektora Kolegium II Uniwersytetu Kazimierza Wielkiego jednostki organizacyjnej do obsługi procesu dydaktycznego i zapewnienia jakości kształcenia. Kolegium II swoim zakresem działania obejmuje: Wydział Edukacji Muzycznej, Wydział Pedagogiki, Wydział Psychologii.
Ekspert Polskiej Komisji Akredytacyjnej w dyscyplinie Pedagogika.

## Autorka

### Monografie
- Jakubowicz-Bryx A.,  Sobieszczyk M., Wojciechowska K., Pedagogika przedszkolna i wczesnoszkolna we współczesnej przestrzeni społecznej. Wybrane aspekty, Wyd. UKW Bydgoszcz 2022, s. 252, ISBN 978-83-8018-551-7, ISBN 978-83-8018 -552-4 (e-book)
- Jakubowicz-Bryx A.,  Kwiecińska M., Nauczyciel edukacji wczesnoszkolnej. Perspektywa Mistrzostwa, Wyd. UKW Bydgoszcz 2022, s.212, ISBN 978-83-8018-514-2, ISBN 978-83-8018-515-9 (e-book)
- Jakubowicz-Bryx A., Świadomość pisma u dzieci pięcioletnich, Wyd. UKW Bydgoszcz 2015, s. 206, ISBN 978-83-8018-014-7
- Jakubowicz-Bryx A., Sobieszczyk M., Tradycje i współczesność w edukacji wczesnoszkolnej. Biogramy twórców koncepcji pedagogiki wczesnoszkolnej, Oficyna Wydawnicza Mirosław Wrocławski, Bydgoszcz 2011, s. 221, ISBN 978-83-62611-16-4
- Jakubowicz-Bryx A., Kompetencje leksykalne uczniów w edukacji wczesnoszkolnej Wyd. UKW, Bydgoszcz 2006, s. 374, ISBN 83-7096-567-9
- Jakubowicz A., Zabawy i gry ortograficzne w edukacji wczesnoszkolnej Wyd. ARCANUS Bydgoszcz 2000, s. 104, ISBN 83-88079-03-4
- Jakubowicz A., Lenartowska K., Plenkiewicz M., Czytanie w początkowych latach szkolnej edukacji, Wyd. ARCANUS Bydgoszcz 1999, s. 94, ISBN 83-88079-01-8
- Jakubowicz A., Lenartowska K., Metody nauki czytania i pisania we współczesnych elementarzach polskich, Wyd. ARCANUS Bydgoszcz 1997, s. 44, ISBN 83-906148-6-3
- Polański E., Jakubowicz A., Dyka F., Ortografia i interpunkcja w nauczaniu początkowym, Wyd. Juka Łódź 1996, s.248, ISBN 83-86083-53-0
- Jakubowicz A., Strategia organizowania materiału a efektywność nauczania ortografii w klasach początkowych WSP Bydgoszcz 1994, s.126, ISBN 83-7096-071-5

### Prace redakcyjne
- Jakubowicz-Bryx A., Nowak J., Solarczyk-Szwec H., (red.), Wychowanie jednostki i wspólnoty do wartościowego życia, Tom 2., Wydawnictwo Naukowe UMK, Toruń 2016, s. 236, ISBN 978-83-231-3619-4
- Jakubowicz-Bryx A., (red.), Edukacja czytelnicza wyzwaniem współczesnej pedagogiki przedszkolnej i wczesnoszkolnej, Wyd. UKW Bydgoszcz 2011, s. 220, ISBN 978-83-7096-823-6
- Jakubowicz-Bryx A., (red.), Edukacja wczesnoszkolna i przedszkolna w warunkach przemian początku XXI wieku Wyd. AB, Bydgoszcz 2004, s. 154, ISBN 83-7096-539-3
- Jakubowicz-Bryx A., Jakóbowski J., (red.), Integracja w Edukacji. Dylematy teorii i praktyki Wyd. AB, Bydgoszcz 2002, s.604, ISBN 83-7096-445-1
- Jakubowicz A., Lenartowska K., (red.), Poszukiwanie alternatywnych koncepcji związanych z edukacją dzieci młodszych, Studia Pedagogiczne Zeszyt 35(14), WSP Bydgoszcz 1999 s. 263, ISNN 0239-5037.

### Artykuły w czasopismach
- Jakubowicz-Bryx A., Rodzice jako przewodnicy dzieci w wieku przedszkolnym ku wartościom chrześcijańskim,  Pedagogika Katolicka, nr 33a (3/2023), 2023, s. 56-68, ISNN 1898-3685
- Jakubowicz-Bryx A., Zbilansowana dieta i zdrowa żywność w opiniach uczniów wczesnej edukacji, Edukacja elementarna w teorii i praktyce,  Vol. 15, 2020, No. 4(58), s. 117-134. ISSN 1896-2327 / e-ISSN 2353-7787; DOI: 10.35765/eetp.2020.1558.08
- Jakubowicz-Bryx A., Poczucie bezpieczeństwa dziecka w środowisku szkolnym, Pedagogika Przedszkolna i Wczesnoszkolna, nr 2(12), 2018, Vol. 6, s. 323–340, ISSN 2353-7140, e-ISSN 2353-7159.
- Jakubowicz-Bryx A., Aktywność edukacyjna studentów pedagogiki wczesnoszkolnej w kontekście ich planów dotyczących własnej przyszłości, Zeszyty Naukowe Wyższej Szkoły Humanitas. Pedagogika - 2017, nr 14, s. 239-250, ISSN 1896-4591.
- Jakubowicz-Bryx A., Higiena procesu nauczania-uczenia się w opiniach uczniów wczesnej edukacji, Konteksty Pedagogiczne, nr 1(6)/2016, s. 115-125, ISNN 2300-6471.
- Jakubowicz-Bryx A., Wizerunek nauczyciela wczesnej edukacji w opiniach rodziców i nauczycieli, Pedagogika Przedszkolna i Wczesnoszkolna, nr 1(7), 2016, Vol. 4, s. 7-23, ISSN 2353-7140, e-ISSN 2353-7159.
- Jakubowicz-Bryx A., Postrzeganie sytuacji konfliktowych w środowisku rówieśniczym przez uczniów we wczesnej edukacji, Zeszyty Naukowe Wyższej Szkoły Humanitas. Pedagogika, nr 10, 2015, s. 133-144, ISSN 1896-4591.
- Jakubowicz-Bryx A., Integracja społeczności szkolnej w kontekście zaangażowania rodziców w edukację na poziomie klas niższych, Przegląd Pedagogiczny, nr 1, 2015, s. 98-110, ISSN 1897-6557, ISBN 978-83-8018-047-5
- Jakubowicz-Bryx A., Zdobywanie i budowanie autorytetu przez nauczycieli wczesnej edukacji, Roczniki Pedagogiczne Tom 6(42), numer 2 − 2014, s. 83-96.
- Jakubowicz-Bryx A., Aktywność twórcza dzieci w działaniach plastycznych w edukacji wczesnoszkolnej, Wychowanie na co dzień nr 3 (246), 2014, s. 15-20, ISSN 1230-7785.
- Jakubowicz-Bryx A., Źródła kompetencji zawodowych nauczycieli wczesnej edukacji, Wychowanie na co dzień nr 7-8/2012, s. 23-28, ISSN 1230-7785.

### Rozdziały w monografiach
Wybór - całość prezentowana w bazie dorobku naukowego pracowników UKW oraz w ORCID
- Jakubowicz-Bryx A., Praca z uczniem zdolnym w edukacji wczesnoszkolnej, W: Adamowicz M., Kataryńczuk-Mania L., Nyczaj-Drąg M. (red.), Edukacja dziecka szansą na budowę kapitału społecznego. Wydawnictwo Adam Marszałek Toruń 2021, s. 126-143, ISBN 978-83-8180-413-4.
- Jakubowicz-Bryx A., Wiedza nauczycieli wczesnoszkolnych i przedszkolnych o bajkoterapii, W: Kurowska B., Łapot-Dzierwa K., (red.), Kultura – Sztuka – Edukacja. Tom IV, Wydawnictwo Naukowe UP, Kraków  2020, s. 111-124, ISBN 978-83-8084-554-1, ISSN 2450-7865, e-ISBN 987-83-8084-555-8, DOI 10.24917/9788380845541.
- Jakubowicz-Bryx A., Elementy literatury kształtujące wyobraźnię dziecka przedszkolnego, W: Kurowska B., Łapot-Dzierwa K., (red.), Kultura - Sztuka - Edukacja, Tom III, Wydawnictwo Naukowe UP, Kraków 2019, s. 138-148, ISBN 978-83-8084-200-7, ISSN 0239-6025, ISBN 978-83-8084-201-4, DOI 10.24917/9788380842007
- Jakubowicz-Bryx A., Funkcjonowanie dzieci 6-letnich po roku nauki w opiniach ich rodziców, W: Kamińska A., Oleśniewicz P., (red.), Wiedza i edukacja w egzystencji współczesnego człowieka, Oficyna Wydawnicza “Humanitas”, Sosnowiec 2018, s. 231-242-68, ISBN 978-83-65682-89-5
- Jakubowicz-Bryx A., Postrzeganie przez uczniów klas niższych sytuacji konfliktowych w środowisku rówieśniczym, W: Jakubowicz-Bryx A., Nowak J., Solarczyk-Szwec H., (red.), Wychowanie jednostki i wspólnoty do wartościowego życia, Tom 2., Wydawnictwo Naukowe UMK, Toruń 2016, s. 161-179, ISBN 978-83-231-3619-4
- Jakubowicz-Bryx A., Zdobywanie i budowanie autorytetu przez nauczycieli wczesnej edukacji, W: Chałas K., Komorowska B., Buk-Cegiełka M., (red.), Pedagogika szkolna, wczesnoszkolna i przedszkolna. Teoria i praktyka., Tom 2. Wokół aktualnych problemów rozwoju szkoły, Wydawnictwo KUL, Lublin 2016, s. 147-160, ISBN 978-83-8061-244-0
- Jakubowicz-Bryx A., Opinie nauczycieli o możliwościach oddziaływania własnym przykładem we wczesnej edukacji, W: Denek K., Kamińska A., Oleśniewicz P., (red.), Wokół problemów wychowania i kształcenia dzieci najmłodszych, Oficyna Wydawnicza “Humanitas”, Sosnowiec 2015, s. 57-68, ISBN 978-83-64788-20-8.
- Jakubowicz-Bryx A., Opinie nauczycieli edukacji wczesnoszkolnej o stosowanych metodach nauczania, W: Adamek I., Olszewska B. (red.), Pomiędzy dwiema edukacjami. Nauczyciel wczesnej edukacji dziecka wobec czasu zmiany, Wydawnictwo Wyższej Szkoły Pedagogicznej, Łódź 2014, s. 119-132, ISBN 978-83-62684-64-9.
- Jakubowicz-Bryx A., Wiedza matek na temat profilaktyki wad wymowy a występowanie wad wymowy u dzieci uczęszczających do przedszkola W: Szuścik U., Skibska J., Kochanowska E., (red.), Profilaktyka, diagnoza i terapia w teorii i praktyce edukacyjnej, Wydawnictwo Libron, Bielsko Biała 2014, s. 265-273, ISBN 978-83-64275-41-8.
- Jakubowicz-Bryx A., Nauczyciele edukacji przedszkolnej i wczesnoszkolnej w oczach rodziców, W: Krauze-Sikorska H., Klichowski M., Kuszak K. (red.), Świat małego dziecka. Rozwój – edukacja – terapia, Wydawnictwo Naukowe UAM, Poznań 2013, s. 209-225, ISBN 978-83-232-2620-8.
- Jakubowicz-Bryx A., Obraz rodziny w wypowiedziach pisemnych dzieci w młodszym wieku szkolnym, W: Kowalik-Olubińska M. (red.), Dzieciństwo i wczesna edukacja w dynamicznie zmieniającym się świecie, Wydawnictwo Adam Marszałek, Toruń 2012, ss. 125-141, ISBN 978-83-7780-565-7.
- Jakubowicz-Bryx A., Wartość poznawcza podręczników w kształtowaniu wiedzy proekologicznej u uczniów klasy I, W: Gąsiorek K., Paśko I., (red.), Poznawanie świata w edukacji dziecka, Wydawnictwo naukowe AP, Kraków 2012, s. 242-255, ISBN 978-83-7271-756-6.